# Sœurs de Saint Joseph de Tarbes
Les sœurs de Saint Joseph de Tarbes sont une congrégation religieuse féminine enseignante et hospitalière de droit pontifical. 

## Histoire
La congrégation est fondée le 15 août 1843 par six jeunes femmes de la paroisse de Cantaous. Bertrand-Sévère Laurence, vicaire général de l'évêque de Tarbes, assume personnellement la direction de l'institut. Devenu évêque, il l'érige canoniquement le 30 novembre 1852 et approuve ses statuts le 14 mars 1855, sur la base de ceux donnés par Jean-Pierre Médaille aux religieuses de Saint-Joseph du Puy. Avec l'aide des missionnaires de l'Immaculée Conception et sous la direction de leur supérieur, Jean-Louis Peydessus, les sœurs se propagent dans toute la France et ouvrent des missions en Inde et en Amérique du Sud.
L'institut reçoit le décret de louange le 21 janvier 1871 et ses constitutions sont définitivement approuvées le 6 mai 1941.

## Activités et diffusion
Les sœurs se consacrent à l'enseignement et aux soins des malades.
Elles sont présentes en:  
- Europe : France, Autriche, Angleterre.
- Amérique : Brésil, Colombie, Mexique, Pérou, Venezuela.
- Afrique : Djibouti, Kenya, Ouganda.
- Asie : Inde.

La maison-mère est à Cantaous. 
En 2017, la congrégation comptait 749 sœurs dans 139 maisons.